# Сердюк Олег Володимирович
Олег Володимирович Сердюк (нар. 22 серпня 1965, Донецьк, УРСР) — радянський український футболіст, захисник. У Вищій лізі СРСР виступав за донецький «Шахтар». Майстер спорту СРСР (1986).

## Життєпис
Вихованець донецького «Шахтаря», перший тренер — О. Дрозденко. З 1981 року тренувався з першою командою «гірників», а в 1982-1983 роках виступав за дубль донецького клубу. Армійську службу проходив в командах «Десна» Чернігів (1984, друга ліга) та «Іскра» Смоленськ (1984-1985, перша ліга). У складі «Іскри» дійшов до півфіналу Кубку СРСР 1984/85. У 1985 році повернувся «Шахтаря», Наступний рік провів у дублюючому складі, а з 1987 року почав поступово залучатися й до матчів першої команди. Виступав за «гірників» у кубку Федерації та кубку СРСР. У Вищій лізі СРСР дебютував 5 квітня 1989 року в нічийному (0:0) домашньому поєдинку 5-о туру проти московського «Торпедо». Олег вийшов на поле на 83-й хвилині, заміивши Ігора Леонова. За основну команду провів 10 матчів у Кубку Федерації (1987-1989) та 16 — у чемпіонаті СРСР 1989 року. У 1991 році грав у другій нижчій лізі за «Жемчужину» (Сочі). У сезоні 1991/92 років виступав у складі угорського клубу «Спартакус» (Кішкереш).
У 1986 році виступав за збірну УРСР.